# Símil de la línia

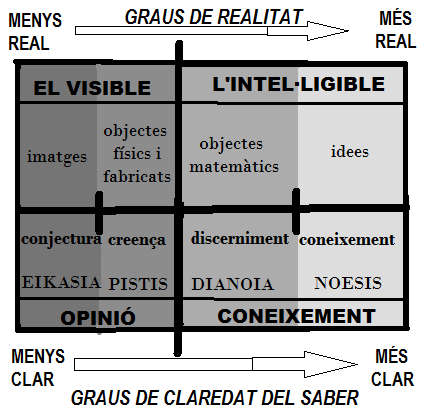
Símil de la línia

El símil de la línia és una al·legoria proposada per Plató a La República, en la qual es planteja els graus de l'ésser i del conèixer del món. En relació amb la seva pertinença al món de les idees o al món sensible, hi ha diferents maneres de l'ésser, que es coneixen mitjançant diferents mètodes. En el seu ascens dialèctic, Plató parla d'un trajecte de coneixements que s'ha de dur a terme per arribar finalment a la idea de bé, la qual permet conèixer tant el món de les idees com el sensible i comprendre totes les relacions esbossades per cada ens.
Segons Plató hi ha tantes categories de coneixements com classes d'ens. El paradigma platònic de la línia divideix el món en dues parts: el món intel·ligible (l'episteme o ciència), i el món sensible (la doxa o opinió), en les quals es troben com a maneres de coneixements adossats a aquestes esferes de l'intel·lecte. Alhora produeix una divisió en cadascuna d'aquestes esferes. Els ens del món sensible estan dividits en dos tipus: les imatges i els objectes representats per aquestes imatges, és a dir les coses mateixes. A cada subdivisió li assigna com a facultats de coneixement la imaginació o eikasia, i la creença o pistis. És a dir, la doxa abasta a la imaginació i a la creença. És en aquesta part del món de les idees on Plató col·loca els objectes intel·ligibles inferiors: les idees que necessiten representació material, a les quals s'arriba mitjançant superposicions. A la segona part situa els objectes intel·ligibles superiors, l'episteme, coneixement cert o veritable que s'integra entre el pensament discursiu i el coneixement dialèctic, que finalment és el que permet ascendir fins al coneixement de la Idea del Bé, la qual propicia arribar a entendre les relacions entre totes les idees. Són les idees que no necessiten representació i que són principis als quals s'arriba mitjançant la dialèctica. O sigui, només recorren a les idees considerades en si mateixes. A la part primera li fixa com a mitjà cognoscitiu la diánoia. En segon, la intel·ligència o noesis.
Tal com Plató el concep, l'enteniment és la part del coneixement que necessita remetre a principis hipotètics, els quals serveixen de base per al raonament. Posa com a exemple les entitats matemàtiques i de les ciències, que es coneixen mitjançant l'enteniment discursiu. Per contra, la intel·ligència se serveix només de la dialèctica, la qual, si bé utilitza hipòtesis, ho fa a manera de graons, per tal d'arribar als veritables principis sense utilitzar ens sensibles, sinó de les idees considerades en si mateixes. Són aquestes les idees morals i metafísiques que es coneixen de manera dialèctica mitjançant la intel·lecció.